# Ulsteinvik
Ulsteinvikⓘ ist eine Stadt in der norwegischen Kommune Ulstein in der Provinz (Fylke) Møre og Romsdal. Der Ort stellt das Verwaltungszentrum von Ulstein dar und hat 6208 Einwohner (Stand: 1. Januar 2024).

## Geografie
Ulsteinvik liegt an der Westküste der Insel Hareidlandet an der Bucht Lyngesvika, einem Teil des Ulsteinfjords. Die Stadt geht damit in die Kommune Ulstein ein. Gegenüber von Ulsteinvik liegt die Insel Dimna. Für statistische Zwecke wird der Tettsted Ulsteinsvik als eine Ortschaft gewertet.

## Geschichte
Ulsteinvik hat seit 2000 Stadtstatus, nachdem das Kommunalparlament von Ulstein einen entsprechenden Beschluss fasste. Nahe der Stadt liegt der Oshaugen, eine der größten Rösen der Region Vestlandet.

## Wirtschaft und Verkehr
Die Industrie ist ein wichtiger Wirtschaftsfaktor für Ulsteinvik, wobei unter anderem der Schiffsbau sowie die mit der Erdölindustrie verbundenen Produktion eine größere Rolle spielt. In Ulsteinvik ansässig sind die beiden Werften Ulstein Verft und Kleven Verft. In der Stadt wird zudem die Zeitung Vikebladet Vestposten herausgegeben. Entlang der südlichen Westküste der Insel führt der Fylkesvei 61, der im Süden von Ulsteinvik in den Osten abbiegt und somit die Verbindung zur im östlichen Teil der Insel gelegenen Kommune Hareid führt. Von dort verläuft die Straße, teils per Fähre, weiter nach Ålesund. Von Ulsteinvik aus führt der Fylkesvei 5882 weiter entlang der Westküste in den Norden.

## Sport
Ulsteinvik ist die Heimat des Fußballverein IL Hødd. Karsten Warholm, der als Hürdenläufer unter anderem Weltmeister wurde, wuchs in der Stadt auf.

## Persönlichkeiten
- Kjetil Saunes (* 1962), Jazzbassist
- Arild Sundgot (* 1978), Fußballspieler
- Karsten Warholm (* 1996), Leichtathlet
- Daniel Eid (* 1998), Fußballspieler